# Acumulación y reproducción ampliada
La reproducción en escala ampliada de la producción capitalista (reproducción ampliada) es resultado de la cuenta de capital. Para ampliar la producción se necesita ampliar la empresa existente o bien construir una nueva. En ambos casos hay que poner en acción cierta cantidad de nuevos medios de producción y quizá de mayor cantidad de fuerza de trabajo (Nikitin, 1958, p.140).
Para poder realizar este proceso por ende se necesita de la producción creciente de Medios de Producción (sector I) y la producción (quizá creciente) de Medios de Subsistencia (sector II). Esta diferenciación dentro de la producción global obliga a que la economía, para evitar la desproporcionalidad entre sectores, deba cumplir con una lógica específica, la cual se explica por medio del Esquema de Reproducción Ampliada.

## Esquema de reproducción ampliada
En este esquema se indica cómo los capitalistas utilizan el plusvalor para transformarlo en capital activo, es decir, lo capitalizan. Suponiendo que el producto total anual de la sociedad constituye un valor total de 9.000 (pudiendo entenderse millones de horas de trabajo) y que este producto está distribuido del siguiente modo:
| Sector | Capital Constante | Capital Variable | Plusvalor | Producción Total |
| ------ | ----------------- | ---------------- | --------- | ---------------- |
| I      | 5.000             | 1.000            | 1.000     | 7.000            |
| II     | 1.430             | 285              | 285       | 2.000            |
| Total  | 6.430             | 1.285            | 1.285     | 9.000            |

Si suponemos que los capitalistas del sector I deciden acumular la mitad de su plusvalor (500), entonces la cantidad restante (500) junto con la cantidad destinada a reponer el capital variable del sector I (1.000) dará como resultado que de momento el sector I demandará medios de subsistencia por un valor de 1.000 + 500 = 1.500 (juntando la demanda de medios de subsistencia de los capitalistas y los trabajadores del sector I).
Esto significa que el sector I de momento venderá al sector II Medios de Producción por un valor de 1.500 a cambio de Medios de subsistencia por el mismo valor. Sin embargo, el sector II en este caso necesita solamente de 1.430 para reponer su capital constante, por lo cual para garantizar las necesidades de consumo del sector I, el sector II debe realizar una primera acumulación de capital constante de 70 (provenientes del plusvalor de 1.285).
Así, la lógica de este primer intercambio es:
(1) Consumo de plusvalor del sector I + Capital Variable del sector I = Capital Constante del sector II + Primera acumulación de Capital Constante del sector II

{\displaystyle 500+1.000=1.430+70}

Pero la inversión en nuevo Capital Constante del Sector II puede ocasionar la necesidad de aumentar el Capital Variable de este sector por lo que, si se asume que se mantiene una relación entre Capital Constante y Capital Variable de 1.430:285, para una acumulación de Capital Constante de 70 se necesitará una acumulación de Capital Variable de 14 (70:14) en el sector II.
Hay que notar además que el aumento del Capital Constante también puede provocar un aumento del Capital Variable en el sector I, por lo que si igualmente se asume que la relación Capital Constante:Capital Variable no cambia (5.000:1.000), para una acumulación total de 500 se requerirá una distribución del plusvalor de la forma 417:83, es decir, una acumulación de 417 en Capital Constante y una acumulación de 83 de Capital Variable en el sector I. Pero esa acumulación de Capital Variable en el sector I hará que ese sector demande a más de los Medios de subsistencia señalados en (1), una cantidad adicional de 83, por lo que el sector II deberá realizar una segunda acumulación de Capital Constante por el mismo valor.
De esta forma, la lógica de este segundo intercambio es:
(2) Acumulación de Capital Variable del sector I = Segunda acumulación de Capital Constante del sector II

{\displaystyle 83=83}

Adicionalmente, como se asume que la relación Capital Constante: Capital variable del sector II (1430:285) no cambia, entonces la acumulación de 83 de Capital Constante irá acompañada de una acumulación de 17 de Capital Variable (83:17).
En síntesis, la acumulación para ampliar la producción en el siguiente periodo dará como resultado la siguiente composición del capital:
| Sector | Capital Constante | Capital Variable |
| ------ | ----------------- | ---------------- |
| I      | 5.000 + 417       | 1.000 + 83       |
| II     | 1.430 + 70 + 83   | 285 + 14 + 17    |
| Total  | 7.000             | 1.399            |

Y la condición general para realizar esta acumulación es:
(3) Consumo de plusvalor del sector I + Capital Variable del sector I + Acumulación de Capital Variable del sector I = Capital Constante del sector II + Acumulación de Capital Constante del sector II

{\displaystyle 500+1.000+83=1.430+153}

Donde 153 = 70 + 83 es la acumulación de Capital Constante del sector II, la cual a fin de que pueda realizarse la acumulación en forma general, debe seguir la misma proporción en que el sector I demanda Medios de subsistencia.
Las expresiones (1) y (2) junto con su lógica podrían llevar a la conclusión de que la acumulación del sector II depende completamente y está dominada por la acumulación del sector I (Luxemburg, 1917, p.53).
En conclusión, las condiciones que debe cumplir la Reproducción Ampliada son:
1) El producto del sector I debe ser igual en valor a la suma de los dos Capitales Constantes de los sectores I y II y a la suma de las acumulaciones de Capital Constante de ambos sectores (5.000 + 417 + 1.430 + 70 + 83 = 7.000).
2) El producto del sector II debe ser igual en valor a la suma de los dos capitales variables de los sectores I y II, a la suma de las acumulaciones de Capital Variable de ambos sectores y al Plusvalor consumido de ambos sectores (1.000 + 83 + 285 + 14 + 17 + 500 + 101 = 2.000, donde 101 es el Plusvalor consumido del sector II: 285 - 70 - 83 - 14 - 17 = 101). 
El incumplimiento de estas condiciones (condiciones de proporcionalidad) llevan a que aparezca una crisis de la producción capitalista, entendida como la interrupción del proceso de producción de capital a escala ampliada.